# Ema datsi

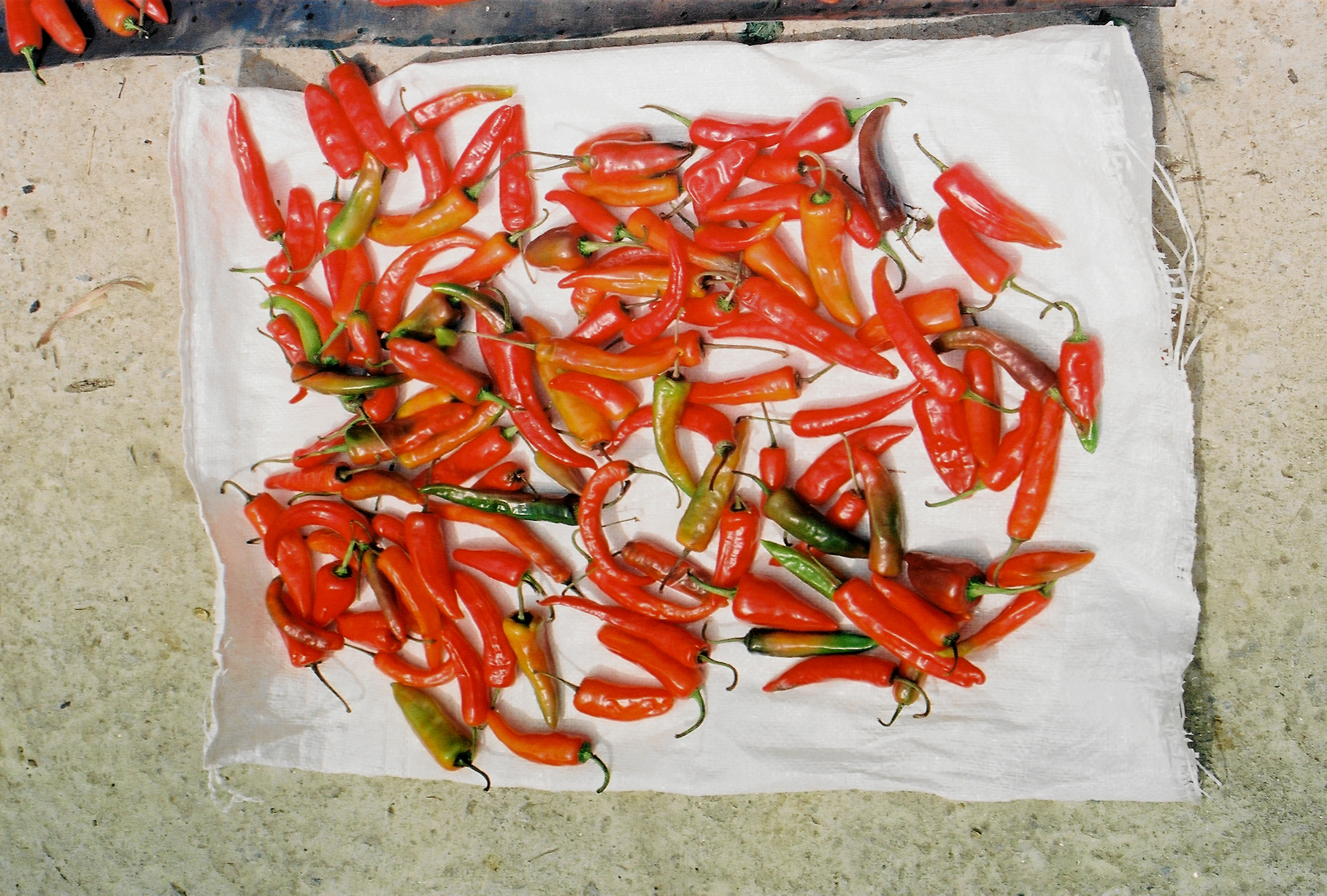
Bhútánské čili papričky na tržnici v Thimbú

Ema datsi, Emadatsi či někdy také Ema datši, (dzongkha: ཨེ་མ་དར་ཚིལ་; wylie: e-ma dar-tshil), je bhútánské národní jídlo. Jde o složeninu dvou slov: ema (čili papričky) a datsi (bhútánský jačí sýr). Jedná se o vařené čili papričky s omáčkou z jačího sýra. Často se podává s bhútánskou rudou rýží nebo se směsí této rýže a bílé rýže.
Ema datsi je připravována tak, že se čili papričky s nadrobno nákrájenou kuchyňskou cibulí nebo šalotkou dusí asi 10 minut. Mohou se k nim přidat také kousky rajčat. Poté se ke směsi přidá jačí sýr datsi, který při vaření vytvoří tekutou konzistenci. Alternativně se také může použít feta. Směs se dusí asi 3 minuty než je hotová. Může se dochutit koriandrem, kurkumou a zázvorem. 